# Luci Cecili Metel (triumvir)
Luci Cecili Metel (en llatí Lucius Caecilius Metellus) va ser un magistrat romà, que va exercir com a triumvir i el qual només és conegut per l'existència d'una moneda amb el seu nom. A un costat hi ha un cap d'Apol·lo i el nom "L. METEL. A. ALB. S. F.". I a l'altra un home assegut sobre escuts i coronat per Victòria, amb la inscripció "C. MAL i ROMA". Segons això, Aule Albí i Gai Mal·leol eren els seus col·legues com a triumvirs. Se suposa que era de la gens Cecília, i de la família dels Metel.